# بين كوتس
بين كوتس (بالإنجليزية: Ben Coutts)‏ هو لاعب اتحاد الرغبي أسترالي، ولد في 15 أغسطس 1979 في كانبرا في أستراليا.

## وصلات خارجية
- بين كوتس على موقع ItsRugby.co.uk (الإنجليزية)